# Аннополь (Винницкая область)
Аннопо́ль (укр. Ганнопіль) — село на Украине, находится в Тульчинском районе Винницкой области.
Код КОАТУУ — 0524380201. Население по переписи 2001 года составляет 1420 человек. Почтовый индекс — 23655. Телефонный код — 4335.
Занимает площадь 3,522 км².
Здесь провёл свои последние дни Василий Яковлевич Гречулевич (1791—1875) — протоиерей Каменец-Подольской епархии Русской православной церкви и духовный писатель; общественный деятель Подолья.

## Адрес местного совета
23655, Винницкая область, Тульчинский р-н, с. Аннополь, ул. Первомайская, 1